# هنري لي آدامز جونيور
هنري لي آدامز جونيور (بالإنجليزية: Henry Lee Adams, Jr.)‏ هو محامي وقاضي أمريكي، ولد في 1945 في جاكسونفيل في الولايات المتحدة.